# Pyritaraneidae
Pyritaraneidae – wymarła rodzina pająków z podrzędu Mesothelae. Jej zapis kopalny pochodzi z karbonu.
Takson ten wprowadzony został w 1953 roku przez Aleksandra Pietrunkiewicza na łamach „Geological Society of America Memoir”. Autor ów zaliczył doń dwa rodzaje:
- Dinopilio Fritsch, 1904
- Pyritaranea Fritsch, 1899

Oba znane są w zapisie kopalnym tylko z karbonu. Wyróżniać się miały na tle wszystkich paleozoicznych pająków rozstawionymi na boki odnóżami, podobnie jak u współczesnych spachaczowatych i ukośnikowatych. W 1955 roku Pietrunkiewicz utworzył dla omawianej rodziny nadrodzinę Pyritaraneidoidea. Pyritaraneidae wyróżniane były jako jedna z rodzin Mesothelae jeszcze w końcu drugiej dekady XXI wieku.
Zasadność wyróżniania tej rodziny podważa jednak Paul A. Selden w rewizji z 2021 roku. Zaliczony przez Pietrunkiewicza do Archaeometidae Eopholcus zsynonimizowany został przez Seldena z Pyritaranea. Ponadto według Seldena nie da się ustalić czy opistosoma (odwłok) Pyritaranea była segmentowana, w związku z czym nie klasyfikuje on tego rodzaju w żadnym podrzędzie pająków, podtrzymując jedynie jego klasyfikację w tym rzędzie.
Klasyfikacja Dinopilio jest według Seldena jeszcze bardziej niepewna. Pietrunkiewicz zaliczył w 1953 roku do tego rodzaju dwa gatunki, D. gigas i D. parvus. D. gigas opisany został w 1904 roku przez Antonina Fritscha jako kosarz. W 1953 roku Pietrunkiewicz przeniósł go do pająków na podstawie silnie skręconej opistosomy wskazującej na obecność łącznika (u kosarzy opistosoma zlana jest z prosomą w jedną tagmę) oraz chetotaksji i budowy regionu koksosternalnego przypominających te u pająków. Według Seldena przynależność D. gigas do pająków jest wątpliwa, jako że duże uda i biodra okazu wskazują na obecność małego sternum lub jego całkowity brak – stąd autor ów umieszcza gatunek jako incertae sedis w obrębie pajęczaków. D. parvus jest znany ze słabo zachowanej skamieniałości, którą Pietrunkiewicz zaliczył do pająków na podstawie ogólnego podobieństwa. W rodzaju Dinopilio umieścił go, gdyż „nie chciał tworzyć nowego rodzaju”. Według Seldena brak jest przesłanek merytorycznych do takiej klasyfikacji. Zwraca on uwagę, że zwierzę miało szerszy niż dłuższy głowotułów z pięcioma parami odnóży, z których trzy pierwsze były rozstawione na boki, i umieszcza je wśród stawonogów bez próby przyporządkowania choćby do podtypu.